# Poher
Pour les articles homonymes, voir Poher (homonymie).

Localisation de "Poher communauté" dans le Finistère (les communes situées dans les Côtes-d'Armor sont en marron)

Le Poher est un pays traditionnel de Bretagne situé entre les monts d'Arrée et les montagnes Noires, également appelé « Haute-Cornouaille » et désigné, depuis quelques décennies, par les appellations Pays Centre Ouest Bretagne  et Kreiz Breizh. Le pagus Castri ou Paou-Kaer, ou Poher fut un pagus, subdivision de l'ancienne Domnonée. Ce fut une principauté, apparue au haut Moyen Âge dans le centre-ouest de la Bretagne, en Cornouaille, et dont la capitale était la cité gallo-romaine de Vorgium, capitale des Osismes, devenue Carhaix après la chute de l'Empire romain. Les fouilles archéologiques programmées depuis 1999 montrent que, si la ville avait perdu sa fonction de capitale dès le IVe siècle, elle n'en demeurait pas moins une place forte majeure et un carrefour stratégique.

## Étymologie
Le Poher est attesté sous les formes Poucher en 871, Poucar en 895, Poucaer en 903, Pokaer en 1069, Pochaer à une date indéterminée, Pocher en 1368, Pochaër en 1385, Pohaer en 1459, Poher en 1470.
Le nom du Poher dérive de Pou Kaer, Pou étant une évolution bretonne du latin pagus (« pays » ou ancienne circonscription des cités gallo-romaines) et kaer, vieux breton, « ville fortifiée ». Au Moyen Âge, Carhaix n'était qu'une trève de Plouguer (Plou-Kaer = « la paroisse de la Cité ou du château »), n'ayant qu'une église tréviale, dédiée à saint Trémeur. Plouguer, dont l'église est dédiée à saint Pierre – preuve indirecte d'ancienneté –, est le siège de la paroisse primitive, qui tire son nom du site anciennement fortifié qu'elle englobe. Devenues communes à la Révolution française, Carhaix et Plouguer ont fusionné en 1956 sous le nom de Carhaix-Plouguer.

## Les limites incertaines et fluctuantes du Poher
Ses limites ont été très fluctuantes selon les époques, son aire géographique ayant tendance à se réduire au fil du temps. Hubert Guillotel le fait coïncider avec l'évêché de Cornouaille. André Chédeville va encore plus loin, lui attribuant une façade maritime sur la Manche : « il est vraisemblable qu’aux premiers siècles, ce pagus plus restreint en longitude s’étendait plus largement vers le nord où, comme les autres pagi, il avait sa façade maritime. Lorsque les limites diocésaines furent fixées à l’époque carolingienne, le pagus Castelli fut coupé en deux parties qui, en tant que circonscriptions ecclésiastiques, se dilatèrent, l’une dans le diocèse de Quimper comme on vient de l’indiquer, l’autre dans celui de Tréguier ».
Dans un pouillé du XIVe siècle, le Poher subsiste comme l'un des deux archidiaconés de l'évêché de Cornouaille, avec celui dénommé également Cornouaille. Ce dernier ne comprenait que les doyennés du cap Sizun, du Cap Caval (pays Bigouden actuel) et de Fouesnant (de Gourin à Clohars-Fouesnant).
Le Poher est alors associé à la majeure partie de l'évêché, ce qui amène Joëlle Quaghebeur à considérer qu'à l'appellation carolingienne Poher succède le nom de Cornouaille.
Selon le vicomte Frotier de La Messelière, « occupant les hautes vallées de l’Aulne et de ses affluents, sur les sommets les plus élevés de la Basse-Bretagne, le Poher s’étend, d’Est en Ouest, sur une cinquantaine de kilomètres, des frontières orientales de Glomel, Rostrenen, Kergrist-Moëlou et Maël-Pestivien dans les Côtes-du-Nord, aux limites occidentales de Châteauneuf-du-Faou, Plounévez-du-Faou, Loqueffret, Brennilis et Botmeur, dans le Finistère, et sur une trentaine de kilomètres, du Nord au Sud, des Monts d'Arrée à ceux de la Montagne Noire et au cours moyen de l’Aulne. Cet auteur exclut donc du Poher toute commune du département du Morbihan alors que pourtant la commune du Faouët se considère comme faisant partie du Poher.
Plus récemment, Christiane Kerboul-Vilhon lui assigne des limites assez voisines ; pour lui, il correspond au bassin de Châteaulin.
Il faudrait peut-être y rajouter, à l’Est, les territoires de Plounévez-Quintin et de Trémargat, sa trève, détachés au XIIIe siècle de la seigneurie de Quintin et portés par mariage dans la maison de Quelen, et celui de Plouguernével et ses trèves de Bonen et Locmaria-Gaudin. De même, au Sud-Ouest, les paroisses et trèves de Laz, Saint-Goazec et Trégourez, dépendant de la baronnie de Guergorlay, juveignerie de Poher.»
Beaucoup d'habitants de la Haute Cornouaille (à cheval sur les trois départements de la Bretagne occidentale : Finistère, Côtes-d'Armor, Morbihan) nomment toujours aujourd'hui ce pays Poher (en breton, Poc'hêr), comme le montrent le titre de l'hebdomadaire Le Poher, les rubriques des quotidiens locaux et les panneaux « Le Poher doit vivre » brandis pour la défense des équipements publics (hôpital de Carhaix). Carhaix-Plouguer, avec ses 8 000 habitants et ses services administratifs et commerciaux, en est la petite capitale incontestée, même si son influence et sa zone de chalandise sont limitées par Rostrenen à 22 km l'Est et par Gourin à 28 km au Sud-Est.
La Cellule de coordination des actions de l’État en pays du Centre Ouest Bretagne (CCECOB), à Carhaix-Plouguer, qui est une sorte de sous-préfecture interdépartementale, est aussi un indice de la consistance de cette micro-région écartelée par les limites départementales. De plus en plus, le Poher est désormais assimilé à la zone d'influence du Pays de Carhaix, au Kreiz Breizh.
En 1996, le nom de Poher est réapparu dans une acception géographique réduite à la circonscription administrative de communauté de communes du même nom, comprenant Carhaix-Plouguer, Cléden-Poher, Kergloff, Poullaouen, Plounévézel, Saint-Hernin, toutes en Finistère, et quatre communes du département voisin des Côtes-d'Armor, le Moustoir, Plévin, Treffrin et Tréogan.

## Histoire

### La légende noire: Conomor, prince sanguinaire du Poher?
Le Poher a été le siège d'une puissante dynastie de comtes à l'époque carolingienne, dont les traces sont éparses dans les très rares archives et dans les Vies des saints bretons.
Conomor (Kon Meur = Grand Chien), noté comme prince du Poher, baigne dans une légende  qui en fait le Barbe-Bleue de la Bretagne au VIe siècle. Il aurait tué ses nombreuses femmes successives, n'épargnant pas la dernière, sainte Tryphine, et leur jeune enfant saint Trémeur (Trec'h Meur = Grand Vainqueur) qu'il aurait décapité. Saint Gildas ayant miraculeusement replacé la tête, l'enfant serait venu narguer son père en lui jetant une poignée de terre. Frappé par la vengeance divine, Conomor aurait péri instantanément.

### Les traces historiques
Le nom de Conomor est cité plusieurs fois par Grégoire de Tours comme un comte breton qui sauve Macliauus de la vindicte de son frère, le comte de Bretagne, Chanao. Il est aussi un adversaire des Francs accueillant Chramme, gouverneur de l'Auvergne et fils de Clotaire Ier. Après une première révolte en 556, Clotaire Ier, le père de Chramme, lui pardonne cette rébellion une première fois. En 559, Chramme se révolte une nouvelle fois, mais battu se réfugie auprès de Conomor, comte de Bretagne à Vannes. Il apparaît également à différentes époques de l'autre côté de la Manche.
La découverte à Castel Dore en Cornouailles britannique d'une inscription  qui porte "Marcus Quonomorus Drustanus" a poussé quelques historiens, dont Christian Kerboul, à identifier le roi Marc de Cornouailles, dont le neveu légendaire est Tristan (Drustanus?), avec le Conomor de la légende. Cette hypothèse d'une principauté établie à cheval sur la Manche au VIe siècle reste invérifiée.
En 871, alors que Salomon est encore roi de Bretagne, Judicaël est indiqué comme princeps Poucher sans qu'on sache ce que marque cette dignité peu fréquente à l'époque.
Mathuédoï (mort avant 936) est comte de Poher au début du Xe siècle. Gendre du roi de Bretagne Alain Ier le Grand, il est le père du premier duc de Bretagne, Alain Barbetorte.
Un vicomte de Poher, nommé Bernard, apparaît au XIe siècle et sa lignée paraît avoir accordé un intérêt particulier à l'abbaye Sainte-Croix de Quimperlé, semblant ainsi prendre le relais de la dynastie de Cornouaille qui avait accédé à la dignité ducale depuis Hoël II en 1066.